# Procedure tot voorkoming van bevoegdheidsconflicten
De procedure tot voorkoming van bevoegdheidsconflicten is een procedure in België met de bedoeling om conflicten op het vlak van bevoegdheid tussen de verschillende niveaus in de Belgische staatsstructuur (federale staat, gemeenschappen en gewesten) te voorkomen.
De voorkoming van deze conflicten wordt aan twee instanties toevertrouwd: de Raad van State en het Overlegcomité. Vooreerst besteedt de Raad van State in zijn adviezen steeds aandacht aan de bevoegdheidsverdeling.  Wanneer de Raad van State meent dat een (bepaling van een) wet, decreet of ordonnantie de federale bevoegdheidsverdeling schendt, wordt dat dossier overgezonden naar het Overlegcomité. Het Overlegcomité brengt dan binnen de 40 dagen bij consensus een gemotiveerd advies uit. Wanneer het Overlegcomité een schending van de bevoegdheidsverdeling vaststelt, verzoekt men de betrokken regering of het betrokken parlement om zijn ontwerp aan te passen.
Deze procedure is geen garantie voor het uitblijven van bevoegdheidsconflicten: het kan zijn dat de Raad van State geen advies moet uitbrengen, dat er geen consensus wordt bereikt in het Overlegcomité of dat er achteraf geen rekening wordt gehouden met het advies van dat comité. In die gevallen kan men preventief niets ondernemen. Wel kan men later op grond van een schending van de federale bevoegdheidsverdeling de betrokken wet, decreet of ordonnantie laten vernietigen door het Grondwettelijk Hof (voormalig Arbitragehof).